# Stauroderus scalaris
Stauroderus scalaris је врста инсекта из реда правокрилаца (Ortopthera) и породице Acrididae. 

## Опис
Основна боја је зеленкаста, сивкаста или жућкасто-браон. Често су бочне стране главе, пронотум и груди зеленкасте боје, а врх тела смеђи. Код мужјака су крила тамна, широка и јасно вире иза задњих колена. Код женки су ужа и помало се назиру иза задњих колена. Једина је врста из рода Stauroderus са затамњеним задњим крилима. Stauroderus scalaris је највећа врста скакавца у централној Европи. Дужина мужјака износи од 17 до 21 mm, а женки од 21 до 28 mm.

## Распрострањеност
Врста се јавља од јужне Шпаније до источног Сибира и распрострањена је у планинама јужне Европе. Врста је распрострањена у великим деловима Балкана и једна је од најчешћих врста скакаваца у неким регионима француских Алпа. У Србији је релативно честа врста, насељава пределе изнад 500 м надморске висине.  

## Биологија
Адулти се јављају од јуна до септембра. Јаја полажу на сувим, земљаним местима. Хране се травама.  

## Статус заштите
Према IUCN врста је сврстана у категорију LC - таксон за који постоји мали ризик од изумирања. 

## Синоними
- Oedipoda scalaris Fischer von Waldheim, 1846
- Chorthippus scalaris (Fischer von Waldheim, 1846)
- Oedipoda discoidalis Eversmann, 1848
- Chorthippus pyrenaeus Saulcy, 1887